# Championnat du monde de hockey sur glace 2026
Navigation
Suède et Danemark 2025 Allemagne 2027
Le championnat du monde masculin de hockey sur glace 2026 a lieu du 15 mai 2026 au 31 mai 2026 dans les villes de Zurich et de Fribourg en Suisse.

## Format de la compétition
| Niveau         | Nombre d'équipes | Lieu               | Dates en 2026           | Résultats            | Résultats  |
| Niveau         | Nombre d'équipes | Lieu               | Dates en 2026           | Vainqueur / Promu(s) | Relégué(s) |
| -------------- | ---------------- | ------------------ | ----------------------- | -------------------- | ---------- |
| Division élite | 16               | Zurich et Fribourg | du 15 au 31 mai         |                      |            |
| Division IA    | 6                | Sosnowiec          | du 2 mai au 8 mai       |                      |            |
| Division IB    | 6                | Shenzhen           | du 29 avril au 5 mai    |                      |            |
| Division IIA   | 6                | Al-Aïn             | du 20 avril au 26 avril |                      |            |
| Division IIB   | 6                | Sofia              | du 6 avril au 12 avril  |                      |            |
| Division IIIA  | 6                | Le Cap             | du 13 au 19 avril       |                      |            |
| Division IIIB  | 6                | Hong Kong          | du 13 au 19 avril       |                      |            |
| Division IV    | 6                |                    | avril                   |                      | Aucun      |

Le championnat du monde masculin de hockey sur glace est un ensemble de plusieurs tournois regroupant les nations en fonction de leurs niveaux.
Les meilleures équipes disputant le titre se trouvent dans la division Élite qui regroupe 16 équipes réparties en deux groupes de 8 qui jouent un tour préliminaire. Les 4 premiers de chaque groupe sont qualifiés pour les quarts de finale et le dernier de chaque groupe est relégué en division IA, sauf l'Allemagne car elle organise l'édition suivante.
Pour les autres divisions, les équipes s’affrontent entre elles et, à l'issue de chaque compétition, le premier est promu dans la division supérieure et le dernier est relégué dans la division inférieure, sauf en Division IV, échelon le plus bas où il n'y a pas de relégation.
Lors des phases de poule, les points sont attribués ainsi :
- 3 points pour une victoire dans le temps réglementaire ;
- 2 points pour une victoire en prolongation ou aux tirs de fusillade ;
- 1 point pour une défaite en prolongation ou aux tirs de fusillade ;
- aucun point pour une défaite dans le temps réglementaire.

## Division Élite

### Lieux de la compétition
Seules la Suisse et le Kazakhstan étaient candidats à l'organisation du tournoi 2026. Le tournoi 2020 avait été attribué à la Suisse mais il avait été annulé en raison de la pandémie de Covid-19 ; en ce qui concerne la Kazakhstan, il n'avait jamais déposé de candidature auparavant. Finalement, lors de la réunion du congrès de l'IIHF le 27 mai 2022, l'organisation a été attribuée à la Suisse, sans vote, car le Kazakhstan avait retiré sa candidature.
| \| Zurich Fribourg \| Localisation des villes de Zurich · et de Fribourg en Suisse. |
| Zurich Fribourg                                                                     |

| Zurich                             | Fribourg                   |
|                                    |                            |
| Swiss Life Arena Capacité : 12 000 | BCF-Arena Capacité : 9 009 |

### Équipes
Chaque équipe est constituée au minimum de 15 joueurs et 2 gardiens et, au maximum, de 22 joueurs et 3 gardiens.

### Tour préliminaire
Le groupe principal regroupe 16 équipes, réparties en deux groupes (entre parenthèses le classement IIHF 2025) :
| Groupe A (à Zurich) | Groupe B (à Fribourg) |
| --- | --- |
| - Finlande (7) - Allemagne (8) - Lettonie (11) - Suisse (3), pays hôte - États-Unis (2), tenant du titre - Grande-Bretagne (19), promu de Division IA - Autriche (12) - Hongrie (18) | - Canada (4) - Tchéquie (6) - Danemark (9) - Norvège (13) - Slovaquie (10) - Slovénie (17) - Suède (5) - Italie (20), promu de Division IA |

#### Groupe A

##### Classement
| Clt | Équipe          | PJ | V | VP | D | DP | BP | BC | Diff | Pts |
| --- | --------------- | -- | - | -- | - | -- | -- | -- | ---- | --- |
| -   | Finlande        | 0  | 0 | 0  | 0 | 0  | 0  | 0  | 0    | 0   |
| -   | Allemagne       | 0  | 0 | 0  | 0 | 0  | 0  | 0  | 0    | 0   |
| -   | Lettonie        | 0  | 0 | 0  | 0 | 0  | 0  | 0  | 0    | 0   |
| -   | Suisse          | 0  | 0 | 0  | 0 | 0  | 0  | 0  | 0    | 0   |
| -   | États-Unis      | 0  | 0 | 0  | 0 | 0  | 0  | 0  | 0    | 0   |
| -   | Grande-Bretagne | 0  | 0 | 0  | 0 | 0  | 0  | 0  | 0    | 0   |
| -   | Autriche        | 0  | 0 | 0  | 0 | 0  | 0  | 0  | 0    | 0   |
| -   | Hongrie         | 0  | 0 | 0  | 0 | 0  | 0  | 0  | 0    | 0   |

- en gras, qualifié pour les quarts de finale
- en italique, relégué en Division I, groupe A

#### Groupe B

##### Classement
| Clt | Équipe    | PJ | V | VP | D | DP | BP | BC | Diff | Pts |
| --- | --------- | -- | - | -- | - | -- | -- | -- | ---- | --- |
| -   | Canada    | 0  | 0 | 0  | 0 | 0  | 0  | 0  | 0    | 0   |
| -   | Tchéquie  | 0  | 0 | 0  | 0 | 0  | 0  | 0  | 0    | 0   |
| -   | Danemark  | 0  | 0 | 0  | 0 | 0  | 0  | 0  | 0    | 0   |
| -   | Norvège   | 0  | 0 | 0  | 0 | 0  | 0  | 0  | 0    | 0   |
| -   | Slovaquie | 0  | 0 | 0  | 0 | 0  | 0  | 0  | 0    | 0   |
| -   | Slovénie  | 0  | 0 | 0  | 0 | 0  | 0  | 0  | 0    | 0   |
| -   | Suède     | 0  | 0 | 0  | 0 | 0  | 0  | 0  | 0    | 0   |
| -   | Italie    | 0  | 0 | 0  | 0 | 0  | 0  | 0  | 0    | 0   |

- en gras, qualifié pour les quarts de finale
- en italique, relégué en Division I, groupe A

### Phase finale

#### Tableau
Les quarts de finale sont disputés en matchs croisés entre le 1er d'un groupe et le 4e de l'autre, et entre le 2e d'un groupe et le 3e de l'autre.
Pour les demi-finales, les matches sont disputés en fonction du classement des 8 équipes quarts de finalistes à l'issue du tour préliminaire : le mieux classé rencontre le moins bien classé.
En cas d'égalité dans ce classement, les critères de départage sont les suivants :
1. rang dans le groupe ;
2. nombre de points ;
3. différence de buts ;
4. nombre de buts marqués ;
5. numéro de tête de série au début de la compétition.

| Rang | Équipe | Groupe | Rang dans le groupe | Points | Différence de buts | Buts marqués | N° de tête de série |
| ---- | ------ | ------ | ------------------- | ------ | ------------------ | ------------ | ------------------- |
| 1    |        |        | 1                   |        |                    |              |                     |
| 2    |        |        | 1                   |        |                    |              |                     |
| 3    |        |        | 2                   |        |                    |              |                     |
| 4    |        |        | 2                   |        |                    |              |                     |
| 5    |        |        | 3                   |        |                    |              |                     |
| 6    |        |        | 3                   |        |                    |              |                     |
| 7    |        |        | 4                   |        |                    |              |                     |
| 8    |        |        | 4                   |        |                    |              |                     |

|  | Quarts de finale                  | Quarts de finale                  | Quarts de finale                  | Quarts de finale                  |                               |  | Demi-finales                      | Demi-finales                      | Demi-finales                      | Demi-finales                      |  |  | Finale                            | Finale                            | Finale                            | Finale                            |
|  |                                   |                                   |                                   |                                   |                               |  |                                   |                                   |                                   |                                   |  |  |                                   |                                   |                                   |                                   |
|  | 28 mai, Swiss Life Arena à Zurich | 28 mai, Swiss Life Arena à Zurich | 28 mai, Swiss Life Arena à Zurich | 28 mai, Swiss Life Arena à Zurich |                               |  | 30 mai, Swiss Life Arena à Zurich | 30 mai, Swiss Life Arena à Zurich | 30 mai, Swiss Life Arena à Zurich | 30 mai, Swiss Life Arena à Zurich |  |  | 31 mai, Swiss Life Arena à Zurich | 31 mai, Swiss Life Arena à Zurich | 31 mai, Swiss Life Arena à Zurich | 31 mai, Swiss Life Arena à Zurich |
|  | 28 mai, Swiss Life Arena à Zurich | 28 mai, Swiss Life Arena à Zurich | 28 mai, Swiss Life Arena à Zurich | 28 mai, Swiss Life Arena à Zurich |                               |  | 30 mai, Swiss Life Arena à Zurich | 30 mai, Swiss Life Arena à Zurich | 30 mai, Swiss Life Arena à Zurich | 30 mai, Swiss Life Arena à Zurich |  |  | 31 mai, Swiss Life Arena à Zurich | 31 mai, Swiss Life Arena à Zurich | 31 mai, Swiss Life Arena à Zurich | 31 mai, Swiss Life Arena à Zurich |
|  |                                   |                                   |                                   |                                   |                               |  | 30 mai, Swiss Life Arena à Zurich | 30 mai, Swiss Life Arena à Zurich | 30 mai, Swiss Life Arena à Zurich | 30 mai, Swiss Life Arena à Zurich |  |  | 31 mai, Swiss Life Arena à Zurich | 31 mai, Swiss Life Arena à Zurich | 31 mai, Swiss Life Arena à Zurich | 31 mai, Swiss Life Arena à Zurich |
|  |                                   |                                   |                                   |                                   |                               |  | 30 mai, Swiss Life Arena à Zurich | 30 mai, Swiss Life Arena à Zurich | 30 mai, Swiss Life Arena à Zurich | 30 mai, Swiss Life Arena à Zurich |  |  | 31 mai, Swiss Life Arena à Zurich | 31 mai, Swiss Life Arena à Zurich | 31 mai, Swiss Life Arena à Zurich | 31 mai, Swiss Life Arena à Zurich |
|  |                                   |                                   |                                   |                                   |                               |  | 30 mai, Swiss Life Arena à Zurich | 30 mai, Swiss Life Arena à Zurich | 30 mai, Swiss Life Arena à Zurich | 30 mai, Swiss Life Arena à Zurich |  |  | 31 mai, Swiss Life Arena à Zurich | 31 mai, Swiss Life Arena à Zurich | 31 mai, Swiss Life Arena à Zurich | 31 mai, Swiss Life Arena à Zurich |
|  |                                   |                                   |                                   |                                   |                               |  |                                   |                                   |                                   |                                   |  |  | 31 mai, Swiss Life Arena à Zurich | 31 mai, Swiss Life Arena à Zurich | 31 mai, Swiss Life Arena à Zurich | 31 mai, Swiss Life Arena à Zurich |
|  | 28 mai, BCF-Arena à Fribourg      |                                   |                                   |                                   |                               |  |                                   |                                   |                                   |                                   |  |  | 31 mai, Swiss Life Arena à Zurich | 31 mai, Swiss Life Arena à Zurich | 31 mai, Swiss Life Arena à Zurich | 31 mai, Swiss Life Arena à Zurich |
|  |                                   |                                   |                                   |                                   |                               |  |                                   |                                   |                                   |                                   |  |  | 31 mai, Swiss Life Arena à Zurich | 31 mai, Swiss Life Arena à Zurich | 31 mai, Swiss Life Arena à Zurich | 31 mai, Swiss Life Arena à Zurich |
|  |                                   |                                   |                                   |                                   |                               |  |                                   |                                   |                                   |                                   |  |  | 31 mai, Swiss Life Arena à Zurich | 31 mai, Swiss Life Arena à Zurich | 31 mai, Swiss Life Arena à Zurich | 31 mai, Swiss Life Arena à Zurich |
|  |                                   | 30 mai, Swiss Life Arena à Zurich |                                   |                                   |                               |  |                                   |                                   |                                   |                                   |  |  | 31 mai, Swiss Life Arena à Zurich | 31 mai, Swiss Life Arena à Zurich | 31 mai, Swiss Life Arena à Zurich | 31 mai, Swiss Life Arena à Zurich |
|  |                                   |                                   |                                   |                                   |                               |  |                                   |                                   |                                   |                                   |  |  | 31 mai, Swiss Life Arena à Zurich | 31 mai, Swiss Life Arena à Zurich | 31 mai, Swiss Life Arena à Zurich | 31 mai, Swiss Life Arena à Zurich |
|  |                                   |                                   |                                   |                                   |                               |  |                                   |                                   |                                   |                                   |  |  |                                   |                                   |                                   |                                   |
|  | 28 mai, Swiss Life Arena à Zurich |                                   |                                   |                                   |                               |  |                                   |                                   |                                   |                                   |  |  |                                   |                                   |                                   |                                   |
|  |                                   |                                   |                                   |                                   |                               |  |                                   |                                   |                                   |                                   |  |  |                                   |                                   |                                   |                                   |
|  |                                   |                                   |                                   |                                   |                               |  |                                   |                                   |                                   |                                   |  |  |                                   |                                   |                                   |                                   |
|  |                                   |                                   |                                   |                                   |                               |  |                                   |                                   |                                   |                                   |  |  |                                   |                                   |                                   |                                   |
|  |                                   |                                   |                                   |                                   |                               |  |                                   |                                   |                                   |                                   |  |  |                                   |                                   |                                   |                                   |
|  |                                   |                                   |                                   |                                   | Match pour la troisième place |  |                                   |                                   |                                   |                                   |  |  |                                   |                                   |                                   |                                   |
|  | 28 mai, BCF-Arena à Fribourg      |                                   |                                   |                                   |                               |  |                                   |                                   |                                   |                                   |  |  |                                   |                                   |                                   |                                   |
|  |                                   |                                   |                                   |                                   |                               |  |                                   |                                   | 31 mai, Swiss Life Arena à Zurich |                                   |  |  |                                   |                                   |                                   |                                   |
|  |                                   |                                   |                                   |                                   |                               |  |                                   |                                   |                                   |                                   |  |  |                                   |                                   |                                   |                                   |
|  |                                   |                                   |                                   |                                   |                               |  |                                   |                                   |                                   |                                   |  |  |                                   |                                   |                                   |                                   |
|  |                                   |                                   |                                   |                                   |                               |  |                                   |                                   |                                   |                                   |  |  |                                   |                                   |                                   |                                   |
|  |                                   |                                   |                                   |                                   |                               |  |                                   |                                   |                                   |                                   |  |  |                                   |                                   |                                   |                                   |
|  |                                   |                                   |                                   |                                   |                               |  |                                   |                                   |                                   |                                   |  |  |                                   |                                   |                                   |                                   |

#### Quarts de finale
| 28 mai |  | - |  | Swiss Life Arena |

| Feuille de match | Feuille de match | Feuille de match | Feuille de match | Feuille de match                    |
| ---------------- | ---------------- | ---------------- | ---------------- | ----------------------------------- |
|                  |                  |                  |                  | Arbitrage : et Juges de lignes : et |
|                  |                  |                  |                  |                                     |
|                  |                  |                  |                  |                                     |
|                  |                  |                  |                  |                                     |

| 28 mai |  | - |  | BCF-Arena |

| Feuille de match | Feuille de match | Feuille de match | Feuille de match | Feuille de match                    |
| ---------------- | ---------------- | ---------------- | ---------------- | ----------------------------------- |
|                  |                  |                  |                  | Arbitrage : et Juges de lignes : et |
|                  |                  |                  |                  |                                     |
|                  |                  |                  |                  |                                     |
|                  |                  |                  |                  |                                     |

| 28 mai |  | - |  | Swiss Life Arena |

| Feuille de match | Feuille de match | Feuille de match | Feuille de match | Feuille de match                    |
| ---------------- | ---------------- | ---------------- | ---------------- | ----------------------------------- |
|                  |                  |                  |                  | Arbitrage : et Juges de lignes : et |
|                  |                  |                  |                  |                                     |
|                  |                  |                  |                  |                                     |
|                  |                  |                  |                  |                                     |

| 28 mai |  | - |  | BCF-Arena |

| Feuille de match | Feuille de match | Feuille de match | Feuille de match | Feuille de match                    |
| ---------------- | ---------------- | ---------------- | ---------------- | ----------------------------------- |
|                  |                  |                  |                  | Arbitrage : et Juges de lignes : et |
|                  |                  |                  |                  |                                     |
|                  |                  |                  |                  |                                     |
|                  |                  |                  |                  |                                     |

#### Demi-finales
| 30 mai |  | - |  | Swiss Life Arena |

| Feuille de match | Feuille de match | Feuille de match | Feuille de match | Feuille de match                    |
| ---------------- | ---------------- | ---------------- | ---------------- | ----------------------------------- |
|                  |                  |                  |                  | Arbitrage : et Juges de lignes : et |
|                  |                  |                  |                  |                                     |
|                  |                  |                  |                  |                                     |
|                  |                  |                  |                  |                                     |

| 30 mai |  | - |  | Swiss Life Arena |

| Feuille de match | Feuille de match | Feuille de match | Feuille de match | Feuille de match                    |
| ---------------- | ---------------- | ---------------- | ---------------- | ----------------------------------- |
|                  |                  |                  |                  | Arbitrage : et Juges de lignes : et |
|                  |                  |                  |                  |                                     |
|                  |                  |                  |                  |                                     |
|                  |                  |                  |                  |                                     |

#### Match pour la troisième place
| 31 mai |  | - |  | Swiss Life Arena |

| Feuille de match | Feuille de match | Feuille de match | Feuille de match | Feuille de match                    |
| ---------------- | ---------------- | ---------------- | ---------------- | ----------------------------------- |
|                  |                  |                  |                  | Arbitrage : et Juges de lignes : et |
|                  |                  |                  |                  |                                     |
|                  |                  |                  |                  |                                     |
|                  |                  |                  |                  |                                     |

#### Finale
| 31 mai |  | - |  | Swiss Life Arena |

| Feuille de match | Feuille de match | Feuille de match | Feuille de match | Feuille de match                    |
| ---------------- | ---------------- | ---------------- | ---------------- | ----------------------------------- |
|                  |                  |                  |                  | Arbitrage : et Juges de lignes : et |
|                  |                  |                  |                  |                                     |
|                  |                  |                  |                  |                                     |
|                  |                  |                  |                  |                                     |

### Classement final
| Place              | Équipe | Résultat final              |
| ------------------ | ------ | --------------------------- |
| Médaille d'or      |        | Champion du monde           |
| Médaille d'argent  |        | Vice-champion du monde      |
| Médaille de bronze |        | Troisième place             |
| 4                  |        | Quatrième place             |
| 5                  |        | Éliminé en quarts de finale |
| 6                  |        | Éliminé en quarts de finale |
| 7                  |        | Éliminé en quarts de finale |
| 8                  |        | Éliminé en quarts de finale |
| 9                  |        | Éliminé en phase de groupes |
| 10                 |        | Éliminé en phase de groupes |
| 11                 |        | Éliminé en phase de groupes |
| 12                 |        | Éliminé en phase de groupes |
| 13                 |        | Éliminé en phase de groupes |
| 14                 |        | Éliminé en phase de groupes |
| 15                 |        | Relégué en Division IA      |
| 16                 |        | Relégué en Division IA      |

### Médaillés
| Champions du monde | Entraîneur : |

| Argent | Entraîneur : |

| Bronze | Entraîneur : |

### Récompenses individuelles
| Poste      | Joueurs |
| ---------- | ------- |
| Gardien    | [[]]    |
| Défenseurs | [[]]    |
| Défenseurs | [[]]    |
| Attaquants | [[]]    |
| Attaquants | [[]]    |
| Attaquants | [[]]    |
| MVP        | [[]]    |

| Poste     | Joueurs |
| --------- | ------- |
| Gardien   | [[]]    |
| Défenseur | [[]]    |
| Attaquant | [[]]    |

### Statistiques individuelles
Pour les significations des abréviations, voir statistiques du hockey sur glace.
| Clt | Joueur | Équipe | PJ | B | A | Pts | Pun | +/- |
| --- | ------ | ------ | -- | - | - | --- | --- | --- |
| 1   | [[]]   |        | 0  | 0 | 0 | 0   | 0   | 0   |
| 2   | [[]]   |        | 0  | 0 | 0 | 0   | 0   | 0   |
| 3   | [[]]   |        | 0  | 0 | 0 | 0   | 0   | 0   |
| 4   | [[]]   |        | 0  | 0 | 0 | 0   | 0   | 0   |
| 5   | [[]]   |        | 0  | 0 | 0 | 0   | 0   | 0   |
| 6   | [[]]   |        | 0  | 0 | 0 | 0   | 0   | 0   |
| 7   | [[]]   |        | 0  | 0 | 0 | 0   | 0   | 0   |
| 8   | [[]]   |        | 0  | 0 | 0 | 0   | 0   | 0   |
| 9   | [[]]   |        | 0  | 0 | 0 | 0   | 0   | 0   |
| 10  | [[]]   |        | 0  | 0 | 0 | 0   | 0   | 0   |

| Clt                                                                                               | Joueur | Équipe | PJ | Min       | BC | Moy | %Arr | Bl |
| ------------------------------------------------------------------------------------------------- | ------ | ------ | -- | --------- | -- | --- | ---- | -- |
| 1                                                                                                 | [[]]   |        | 0  | 0 min 0 s | 0  | 0   | 0    | 0  |
| 2                                                                                                 | [[]]   |        | 0  | 0 min 0 s | 0  | 0   | 0    | 0  |
| 3                                                                                                 | [[]]   |        | 0  | 0 min 0 s | 0  | 0   | 0    | 0  |
| 4                                                                                                 | [[]]   |        | 0  | 0 min 0 s | 0  | 0   | 0    | 0  |
| 5                                                                                                 | [[]]   |        | 0  | 0 min 0 s | 0  | 0   | 0    | 0  |
| 6                                                                                                 | [[]]   |        | 0  | 0 min 0 s | 0  | 0   | 0    | 0  |
| 7                                                                                                 | [[]]   |        | 0  | 0 min 0 s | 0  | 0   | 0    | 0  |
| 8                                                                                                 | [[]]   |        | 0  | 0 min 0 s | 0  | 0   | 0    | 0  |
| 9                                                                                                 | [[]]   |        | 0  | 0 min 0 s | 0  | 0   | 0    | 0  |
| 10                                                                                                | [[]]   |        | 0  | 0 min 0 s | 0  | 0   | 0    | 0  |
| Nota : seuls sont classés les gardiens ayant joué au minimum 40 % du temps de jeu de leur équipe. |        |        |    |           |    |     |      |    |

## Autres divisions

### Division I

#### Groupe A
Les nations suivantes participent à la compétition qui se déroule du 2 au 8 mai 2026 à Sosnowiec en Pologne : 
- France, relégué de la division élite
- Japon
- Kazakhstan, relégué de la division élite
- Lituanie, promu de la division IB
- Pologne
- Ukraine

| 2 mai |
| 2 mai |
| 2 mai |
| 3 mai |
| 3 mai |
| 3 mai |
| 5 mai |
| 5 mai |
| 5 mai |
| 6 mai |
| 6 mai |
| 6 mai |
| 8 mai |
| 8 mai |
| 8 mai |

| Clt | Équipe     | PJ | V | VP | D | DP | BP | BC | Diff | Pts |
| --- | ---------- | -- | - | -- | - | -- | -- | -- | ---- | --- |
| - | France     | 0  | 0 | 0  | 0 | 0  | 0  | 0  | 0    | 0   |
| - | Japon      | 0  | 0 | 0  | 0 | 0  | 0  | 0  | 0    | 0   |
| - | Kazakhstan | 0  | 0 | 0  | 0 | 0  | 0  | 0  | 0    | 0   |
| - | Lituanie   | 0  | 0 | 0  | 0 | 0  | 0  | 0  | 0    | 0   |
| - | Pologne    | 0  | 0 | 0  | 0 | 0  | 0  | 0  | 0    | 0   |
| - | Ukraine    | 0  | 0 | 0  | 0 | 0  | 0  | 0  | 0    | 0   |
| Légende : - en gras, promu en division élite - en italique, relégué en division IB - Pr : Prolongations - TB : Tirs de barrage |            |    |   |    |   |    |    |    |      |     |

#### Groupe B
Les nations suivantes participent à la compétition qui se déroule du 29 avril au 5 mai 2026 à Shenzhen en Chine : 
- Chine
- Corée du Sud
- Espagne
- Estonie
- Pays-Bas, promu de la division IIA
- Roumanie, relégué de la division IA

| 29 avril |
| 29 avril |
| 29 avril |
| 30 avril |
| 30 avril |
| 30 avril |
| 2 mai    |
| 2 mai    |
| 2 mai    |
| 3 mai    |
| 3 mai    |
| 3 mai    |
| 5 mai    |
| 5 mai    |
| 5 mai    |

| Clt | Équipe       | PJ | V | VP | D | DP | BP | BC | Diff | Pts |
| --- | ------------ | -- | - | -- | - | -- | -- | -- | ---- | --- |
| - | Chine        | 0  | 0 | 0  | 0 | 0  | 0  | 0  | 0    | 0   |
| - | Corée du Sud | 0  | 0 | 0  | 0 | 0  | 0  | 0  | 0    | 0   |
| - | Espagne      | 0  | 0 | 0  | 0 | 0  | 0  | 0  | 0    | 0   |
| - | Estonie      | 0  | 0 | 0  | 0 | 0  | 0  | 0  | 0    | 0   |
| - | Pays-Bas     | 0  | 0 | 0  | 0 | 0  | 0  | 0  | 0    | 0   |
| - | Roumanie     | 0  | 0 | 0  | 0 | 0  | 0  | 0  | 0    | 0   |
| Légende : - en gras, promu en division IA - en italique, relégué en division IIA - Pr : Prolongations - TB : Tirs de barrage |              |    |   |    |   |    |    |    |      |     |

### Division II

#### Groupe A
Les nations suivantes participent à la compétition qui se déroule du 20 au 26 avril 2026 à Al-Aïn aux Émirats arabes unis : 
- Australie
- Belgique
- Croatie, relégué de la division IB
- Émirats arabes unis
- Géorgie, promu de la division IIB
- Serbie

| 20 avril |
| 20 avril |
| 20 avril |
| 21 avril |
| 21 avril |
| 21 avril |
| 23 avril |
| 23 avril |
| 23 avril |
| 24 avril |
| 24 avril |
| 24 avril |
| 26 avril |
| 26 avril |
| 26 avril |

| Clt | Équipe              | PJ | V | VP | D | DP | BP | BC | Diff | Pts |
| --- | ------------------- | -- | - | -- | - | -- | -- | -- | ---- | --- |
| - | Australie           | 0  | 0 | 0  | 0 | 0  | 0  | 0  | 0    | 0   |
| - | Belgique            | 0  | 0 | 0  | 0 | 0  | 0  | 0  | 0    | 0   |
| - | Croatie             | 0  | 0 | 0  | 0 | 0  | 0  | 0  | 0    | 0   |
| - | Émirats arabes unis | 0  | 0 | 0  | 0 | 0  | 0  | 0  | 0    | 0   |
| - | Géorgie             | 0  | 0 | 0  | 0 | 0  | 0  | 0  | 0    | 0   |
| - | Serbie              | 0  | 0 | 0  | 0 | 0  | 0  | 0  | 0    | 0   |
| Légende : - en gras, promu en division IB - en italique, relégué en division IIB - Pr : Prolongations - TB : Tirs de barrage |                     |    |   |    |   |    |    |    |      |     |

#### Groupe B
Les nations suivantes participent à la compétition qui se déroule du 6 au 12 avril 2026 à Sofia en Bulgarie : 
- Bulgarie
- Islande
- Israël, relégué de la division IIA
- Kirghizistan, promu de la division IIIA
- Nouvelle-Zélande
- Taipei chinois

| 6 avril  |
| 6 avril  |
| 6 avril  |
| 7 avril  |
| 7 avril  |
| 7 avril  |
| 9 avril  |
| 9 avril  |
| 9 avril  |
| 10 avril |
| 10 avril |
| 10 avril |
| 12 avril |
| 12 avril |
| 12 avril |

| Clt | Équipe           | PJ | V | VP | D | DP | BP | BC | Diff | Pts |
| --- | ---------------- | -- | - | -- | - | -- | -- | -- | ---- | --- |
| - | Bulgarie         | 0  | 0 | 0  | 0 | 0  | 0  | 0  | 0    | 0   |
| - | Islande          | 0  | 0 | 0  | 0 | 0  | 0  | 0  | 0    | 0   |
| - | Israël           | 0  | 0 | 0  | 0 | 0  | 0  | 0  | 0    | 0   |
| - | Kirghizistan     | 0  | 0 | 0  | 0 | 0  | 0  | 0  | 0    | 0   |
| - | Nouvelle-Zélande | 0  | 0 | 0  | 0 | 0  | 0  | 0  | 0    | 0   |
| - | Taipei chinois   | 0  | 0 | 0  | 0 | 0  | 0  | 0  | 0    | 0   |
| Légende : - en gras, promu en division IIA - en italique, relégué en division IIIA - Pr : Prolongations - TB : Tirs de barrage |                  |    |   |    |   |    |    |    |      |     |

### Division III

#### Groupe A
Les nations suivantes participent à la compétition qui se déroule du 13 au 19 avril 2026 au Cap en Afrique du Sud : 
- Afrique du Sud
- Bosnie-Herzégovine
- Mexique, promu de la division IIIB
- Thaïlande, relegué de la division IIB
- Turkménistan
- Turquie

| 13 avril |
| 13 avril |
| 13 avril |
| 14 avril |
| 14 avril |
| 14 avril |
| 16 avril |
| 16 avril |
| 16 avril |
| 17 avril |
| 17 avril |
| 17 avril |
| 19 avril |
| 19 avril |
| 19 avril |

| Clt | Équipe             | PJ | V | VP | D | DP | BP | BC | Diff | Pts |
| --- | ------------------ | -- | - | -- | - | -- | -- | -- | ---- | --- |
| - | Afrique du Sud     | 0  | 0 | 0  | 0 | 0  | 0  | 0  | 0    | 0   |
| - | Bosnie-Herzégovine | 0  | 0 | 0  | 0 | 0  | 0  | 0  | 0    | 0   |
| - | Mexique            | 0  | 0 | 0  | 0 | 0  | 0  | 0  | 0    | 0   |
| - | Thaïlande          | 0  | 0 | 0  | 0 | 0  | 0  | 0  | 0    | 0   |
| - | Turkménistan       | 0  | 0 | 0  | 0 | 0  | 0  | 0  | 0    | 0   |
| - | Turquie            | 0  | 0 | 0  | 0 | 0  | 0  | 0  | 0    | 0   |
| Légende : - en gras, promu en division IIB - en italique, relégué en division IIIB - Pr : Prolongations - TB : Tirs de barrage |                    |    |   |    |   |    |    |    |      |     |

#### Groupe B
Les nations suivantes participent à la compétition qui se déroule du 13 au 19 avril 2026 à Hong Kong en Chine : 
- Corée du Nord
- Hong Kong
- Luxembourg, relégué de la division IIIA
- Mongolie
- Philippines
- Ouzbékistan, promu de la division IV

| 13 avril |
| 13 avril |
| 13 avril |
| 14 avril |
| 14 avril |
| 14 avril |
| 16 avril |
| 16 avril |
| 16 avril |
| 17 avril |
| 17 avril |
| 17 avril |
| 19 avril |
| 19 avril |
| 19 avril |

| Clt | Équipe        | PJ | V | VP | D | DP | BP | BC | Diff | Pts |
| --- | ------------- | -- | - | -- | - | -- | -- | -- | ---- | --- |
| - | Corée du Nord | 0  | 0 | 0  | 0 | 0  | 0  | 0  | 0    | 0   |
| - | Hong Kong     | 0  | 0 | 0  | 0 | 0  | 0  | 0  | 0    | 0   |
| - | Luxembourg    | 0  | 0 | 0  | 0 | 0  | 0  | 0  | 0    | 0   |
| - | Mongolie      | 0  | 0 | 0  | 0 | 0  | 0  | 0  | 0    | 0   |
| - | Philippines   | 0  | 0 | 0  | 0 | 0  | 0  | 0  | 0    | 0   |
| - | Ouzbékistan   | 0  | 0 | 0  | 0 | 0  | 0  | 0  | 0    | 0   |
| Légende : - en gras, promu en division IIIA - en italique, relégué en division IV - Pr : Prolongations - TB : Tirs de barrage |               |    |   |    |   |    |    |    |      |     |

### Division IV
Les nations suivantes participent à la compétition dont les dates et lieux restent à déterminer : 
- Arménie
- Indonésie
- Iran
- Koweït
- Malaisie
- Singapour, relégué de la division IIIB

| date |
| date |
| date |
| date |
| date |
| date |
| date |
| date |
| date |
| date |
| date |
| date |
| date |
| date |
| date |

| Clt                                                                                     | Équipe    | PJ | V | VP | D | DP | BP | BC | Diff | Pts |
| --------------------------------------------------------------------------------------- | --------- | -- | - | -- | - | -- | -- | -- | ---- | --- |
| -                                                                                       | Arménie   | 0  | 0 | 0  | 0 | 0  | 0  | 0  | 0    | 0   |
| -                                                                                       | Indonésie | 0  | 0 | 0  | 0 | 0  | 0  | 0  | 0    | 0   |
| -                                                                                       | Iran      | 0  | 0 | 0  | 0 | 0  | 0  | 0  | 0    | 0   |
| -                                                                                       | Koweït    | 0  | 0 | 0  | 0 | 0  | 0  | 0  | 0    | 0   |
| -                                                                                       | Malaisie  | 0  | 0 | 0  | 0 | 0  | 0  | 0  | 0    | 0   |
| -                                                                                       | Singapour | 0  | 0 | 0  | 0 | 0  | 0  | 0  | 0    | 0   |
| Légende : - en gras, promu en division IIIA - Pr : Prolongations - TB : Tirs de barrage |           |    |   |    |   |    |    |    |      |     |